# 滋賀県道524号桜川西中在寺線
滋賀県道524号桜川西中在寺線（しがけんどう524ごう さくらがわにしなかざいじせん）は、滋賀県東近江市から蒲生郡日野町に至る一般県道である。

## 概要
東近江市川合町から蒲生郡日野町大字北脇に至る。
3つの主要地方道と1つの国道を結んでいる。

### 路線データ
- 起点：東近江市川合町（滋賀県道41号土山蒲生近江八幡線交点）
- 終点：蒲生郡日野町大字北脇（諸木大橋北詰交差点、国道307号交点）
- 総延長：4.8 km

## 路線状況

### 重複区間
- 滋賀県道46号八日市蒲生線（東近江市桜川東町・桜川東交差点 - 東近江市蒲生寺町）
- 滋賀県道45号石原八日市線（東近江市綺田町・綺田交差点 - 蒲生郡日野町大字蓮花寺）

## 地理

### 通過する自治体
- 滋賀県
  - 東近江市 - 蒲生郡日野町

### 交差する道路
| 交差する道路                          | 市町村名 | 市町村名 | 交差する場所           | 交差する場所              |
| ------------------------------------- | -------- | -------- | ---------------------- | ------------------------- |
| 滋賀県道41号土山蒲生近江八幡線        | 東近江市 | 東近江市 | 川合町                 | 起点                      |
| 滋賀県道176号桜川西竜王線             | 東近江市 | 東近江市 | 桜川西町               | 桜川西交差点              |
| 滋賀県道46号八日市蒲生線 重複区間起点 | 東近江市 | 東近江市 | 桜川東町               | 桜川東交差点              |
| 滋賀県道46号八日市蒲生線 重複区間終点 | 東近江市 | 東近江市 | 蒲生寺町               |                           |
| 滋賀県道45号石原八日市線 重複区間起点 | 東近江市 | 東近江市 | 綺田町（かばたちょう） | 綺田交差点                |
| 滋賀県道45号石原八日市線 重複区間終点 | 蒲生郡   | 日野町   | 大字蓮花寺             |                           |
| 国道307号 / 近江グリーンロード        | 蒲生郡   | 日野町   | 大字北脇               | 諸木大橋北詰交差点 / 終点 |

### 交差する鉄道
- 近江鉄道本線

### 沿線
- 子守勝手神社
- 敬円寺
- 滋賀銀行 桜川支店
- 近江鉄道本線 桜川駅
- 湖東信用金庫 蒲生支店
- 東近江市立蒲生東小学校
- 日野町立桜谷幼稚園西分園
- 日野町立保育所さくら園